# Publius Cornelius Rufinus (Konsul)
Publius Cornelius Rufinus war ein römischer Senator, Politiker und Militär.
Publius Cornelius Rufinus, vermutlich der Sohn des gleichnamigen Diktators von 333 v. Chr., war einer der einflussreichsten Politiker am Beginn des dritten vorchristlichen Jahrhunderts. Im Jahr 290 v. Chr. war er zusammen mit Manius Curius Dentatus erstmals Konsul. Zusammen beendeten sie den dritten Samnitenkrieg und wurden dafür mit dem Triumph geehrt. Noch vor 285 v. Chr. bekleidete er das Amt des Dictators. 277 war er ein zweites Mal, an der Seite von Gaius Iunius Bubulcus Brutus, Konsul. In dieser Funktion eroberte er während des Pyrrhischen Krieges Kroton. Rufinus war für seine maßlose Habgier berüchtigt. Weil er gegen Luxusbeschränkungen, die den Senatoren auferlegt waren, verstoßen hatte – Rufinus besaß zehn Pfund silbernes Tafelgeschirr – verstieß ihn der Censor Gaius Fabricius Luscinus 275 v. Chr. aus dem Senat.